# قلعه کوهاب
کاروانسرای میر ابوالمعالی مشهور به قلعه کوهاب به صورت چهار ایوانی مستطیل شکل به مساحت ۳۹۶۲ متر مربع و دارای ۲۳ اتاق می‌باشد. در عهد شاه عباس اول توسط میر ابوالمعالی برزرودی نطنزی یکی از امرای مقرب و مجلس‌نویس شاه ساخته شده که دارای جلو خان و سردری با کتیبه سنگی به خط ثلث با تاریخ ۱۰۲۹ هجری قمری است که متأسفانه قسمتی از آن تخریب شده، مصالح مورد استفاده در کاروانسرا آجر، سنگ لاشه و ملات آن گچ نیم کوب می‌باشد، این بنا با شماره ۱۴۸۹ در تاریخ ۲۰/۱۰/۱۳۵۵ در فهرست آثار ملی ایران به ثبت رسیده‌است.